# Latvia International 2025
Die Latvia International 2025 im Badminton fanden vom 11. bis zum 15. Juni 2025 in Riga statt.

## Sieger und Platzierte
| Veranstaltung | Gold                            | Silber                              | Bronze                               |
| ------------- | ------------------------------- | ----------------------------------- | ------------------------------------ |
| Herreneinzel  | Lee Shun Yang                   | Chiang Tzu-chieh                    | Mads Emil Monke                      |
| Herreneinzel  | Lee Shun Yang                   | Chiang Tzu-chieh                    | Yang Chieh-dan                       |
| Dameneinzel   | Wang Yu-si                      | Nella Nyqvist                       | Sofiia Lavrova                       |
| Dameneinzel   | Wang Yu-si                      | Nella Nyqvist                       | Rosy Oktavia Pancasari               |
| Herrendoppel  | Jacobo Fernandez Alberto Perals | Kristjan Kaljurand Raul Käsner      | Iikka Heino Robin Jäntti             |
| Herrendoppel  | Jacobo Fernandez Alberto Perals | Kristjan Kaljurand Raul Käsner      | Danielius Berzanskis Domas Paksys    |
| Damendoppel   | Catlyn Kruus Ramona Üprus       | Yiyi Tao Wong Kha Yan               | Kati-Kreet Käsner Helina Rüütel      |
| Damendoppel   | Catlyn Kruus Ramona Üprus       | Yiyi Tao Wong Kha Yan               | Maria Koriagina Kaja Ziolkowska      |
| Mixed         | Mikk Õunmaa Ramona Üprus        | Patrik Hrazdíra Kateřina Osladilová | Lukasz Cimosz Aleksandra Weslawowicz |
| Mixed         | Mikk Õunmaa Ramona Üprus        | Patrik Hrazdíra Kateřina Osladilová | Raul Käsner Kati-Kreet Käsner        |